# Конституционная партия (Перу)
Конституционная партия (исп. Partido Constitucional) — бывшая правоцентристская политическая партия Перу, образованная в 1886 году Андресом Авелино Касересом.

## История
Конституционная партия была образована в 1886 году национальным героем Тихоокеанской войны Андресом Авелино Касересом. Она выражала интересы перуанской националистической и военной олигархии, а также крупнейших землевладельцев и католической церкви. Кроме того, она поддерживала привлечение в страну иностранных капиталовложений.
Конституционная партия заключила соглашение с Гражданской партией, чтобы остановить продвижение левой Демократической партии. Это в результате привело к гражданской войне в 1894—1895 годах. После окончания гражданской войны в 1896 году партия была отстранена от власти и распущена.